# Lona von Zamboni

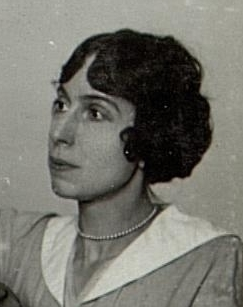
Lona von Zamboni, 1916

Helene Emilie Anna Franziska Maria „Lona“ Zamboni, bis 1919 Edle von Lorberfeld (* 20. Juni 1876 in Neuwaldegg; † 1945 in Wien), war eine österreichische Bildhauerin.

## Leben

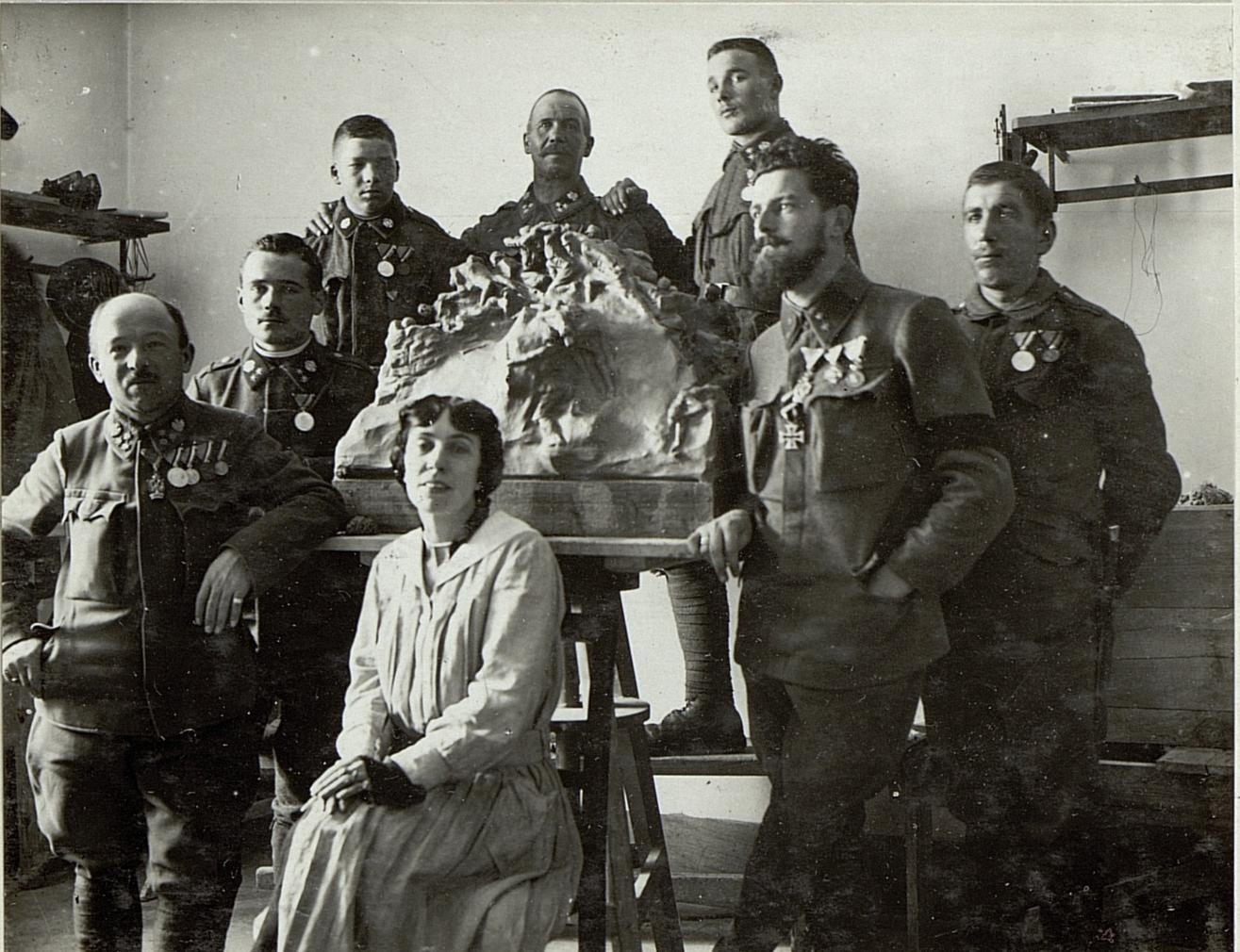
Lona von Zamboni mit Verteidigern der Foramestellung und Modell des Reliefs Die Erstürmung der Forame, 1916

Die Tochter eines Majors wollte zunächst Malerin werden und studierte ab 1902 Zeichnen an der Wiener Kunstgewerbeschule bei Carl Otto Czeschka, wechselte dann aber zum Studium der Bildhauerei bei Franz Metzner. 1908 hielt sie sich längere Zeit in Rom auf, 1912/13 setzte sie ihre Ausbildung in Frankreich fort.
Zamboni schuf Porträtbüsten, Genrebilder und Medaillen und machte sich rasch einen Namen als Bildhauerin. Sie war Gründungs- und Vorstandsmitglied der Vereinigung bildender Künstlerinnen Österreichs und an deren Ausstellungen sowohl als Organisatorin als auch als Ausstellende beteiligt. Für die Ausstellung „Die Kunst der Frau“ im Jahr 1910 reiste sie mit Ilse von Twardowski-Conrat durch England, Belgien, Holland und Italien, um Werke historischer Künstlerinnen ausfindig zu machen. Im Ersten Weltkrieg war sie als Kriegsbildhauerin tätig und schuf Kriegsabzeichen, Skulpturen mit Kriegsszenen und Porträtbüsten von Militärpersonen.

## Auszeichnungen
- Ehrenzeichen Pro Ecclesia et Pontifice, 1909[3]

## Ausstellungen
- Kunstschau Wien, 1908
- Die Kunst der Frau, Wiener Secession, 1910
- Ausstellung der Vereinigung bildender Künstlerinnen Österreichs, Wien 1910–1913
- Künstlerbund, 1911
- Galerie Arnot, Wien, 1911

## Werke
- Die Schleppe, 1900–1910

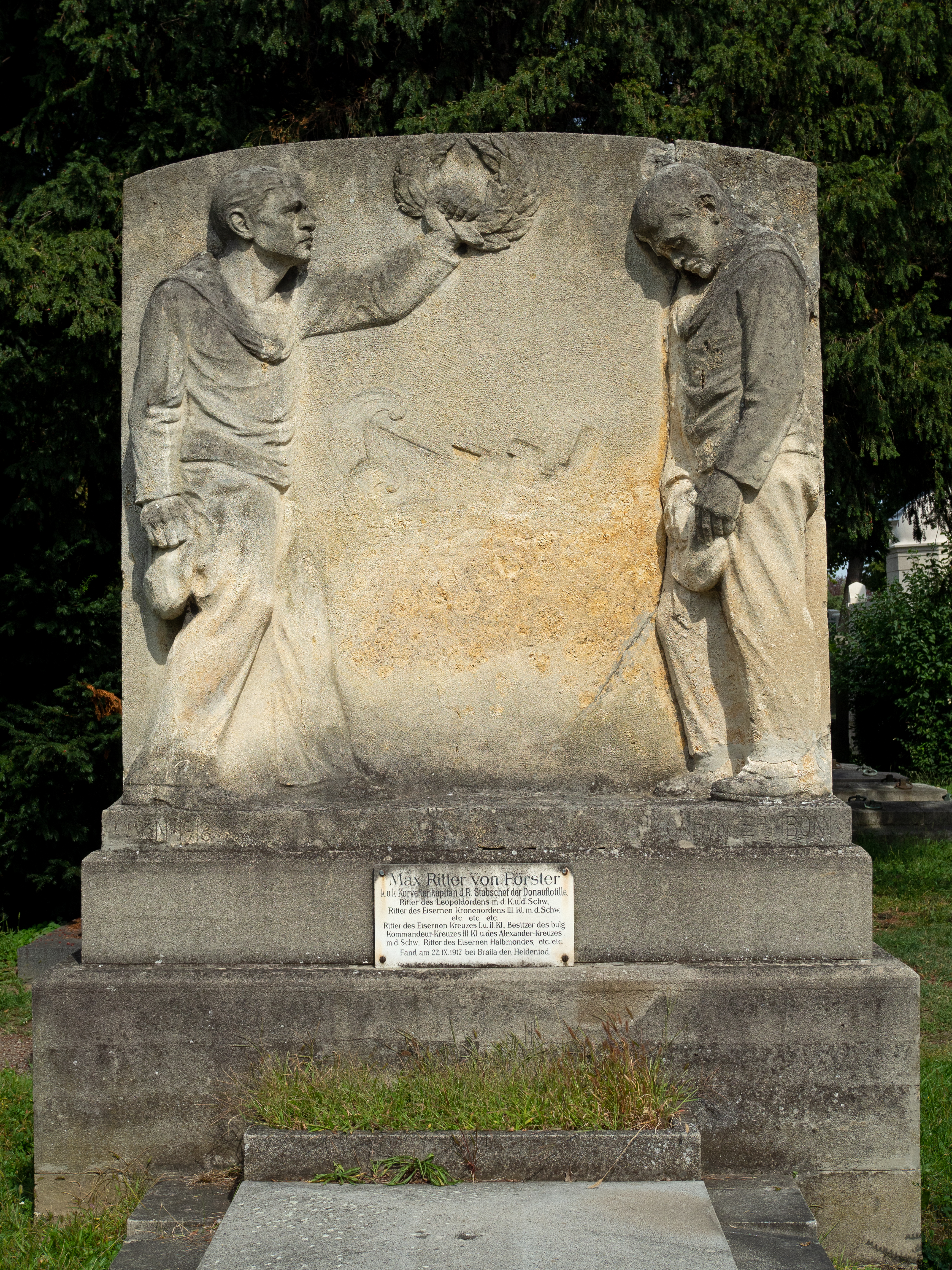
Grabmal Max Ritter von Försters auf dem Wiener Zentralfriedhof, 1918

- Porträtrelief des Papstes Pius X., 1908[3]
- Büste Kaiser Franz Josephs I., 1910[4]
- Christus und die Schächer, 1910[4]
- Mater dolorosa, um 1911[6]
- Büste des Generals Josef Roth von Limanowa-Łapanów, 1916[5]
- Büste des Erzherzogs Franz Salvator, 1916[7]
- Reliefgruppe Die Erstürmung der Forame, Standschützendenkmal, Sillian, 1917[8]
- Grabmal Max Ritter von Försters, Wiener Zentralfriedhof, 1918